# 吹上奉行
吹上奉行（ふきあげぶぎょう）は、江戸幕府における職名の1つ。吹上花畑奉行、吹上御花畑奉行とも呼ばれる。
江戸城内の西の丸背後にある吹上御苑の花壇、築山、泉水、植込の刈込や手入れの指揮を職務とした。若年寄支配で、焼火之間詰の200俵高、役扶持として7人扶持、役金10両を支給された（『明良帯録』）。慶応3年（1867年）に、禄高に関わらず役金300両とされ、月割で支給されることになった。定員は2、3名。役所は、庭園の北側の、北桔橋（きたはねばし）の近くに設けられていた。

## 属僚
配下として庭之者支配、吹上筆頭役、筆頭役並、役人目付、書役、書役下役、座敷方、鳥方、御庭入口番人、薬園方、花壇方、苗木方、織殿之者、大工役之者、普請方、掃除之者、山里庭之者、御庭方、三丸明地口番人などがいた。
吹上添奉行
吹上奉行の次席で、若年寄支配の焼火之間詰。定員4名。御目見以上。100俵高で役料5人扶持と役金15両を給された。奉行と同じく吹上御苑の管理を掌り（『明良帯録』『天保年間諸役大概順』）、添奉行から奉行に昇進した。
庭之者支配
若年寄支配で、焼火之間詰。100俵高で役扶持7人扶持を給された。
吹上筆頭役（ふきあげひっとうやく）
奉行・添奉行とともに吹上御庭を管理する職。若年寄支配で、御目見以下の譜代席、50俵高で役金は3両であった『天保年間諸役大概順』。正徳3年（1713年）5月2日に設置、定員は2名、焼火之間詰で町屋敷を拝領した『吏徴』。吹上役人目付と同様、植木作りや山作りの心得のある者が任命され、後に鷹方へ昇進したという（『明良帯録』）。吹上筆頭役並（ふきあげひっとうやくなみ）という役職もあり、これは若年寄支配で、御目見以下の持高勤で役金は13両、焼火之間詰で定員は1名であった（『吏徴』）。
吹上織殿之者（ふきあげおりどののもの）
吹上御庭の織殿で将軍家御用の衣類を織る役目を負った者。若年寄支配で、御目見以下の3人扶持。『天保年間諸役大概順』では1人が役金5両、2人は役金3両とある。また、『吏徴』では定員10名、役金は15両が1人、3両が1人、見習いは2人扶持となっている。江戸三番町と飯田町、巣鴨にある御用屋敷に出向いて、綿羊の毛を刈って和羅紗を織ったとされる（『明良帯録』）。羊毛が採取できない時期には、犬の柔毛を用いる場合もあったという。
吹上書役（ふきあげかきやく）
吹上御庭に関する諸々の記録を作成し、管理する職。若年寄支配で、御目見以下の抱席、持高勤で役金は金1両であった（『天保年間諸役大概順』）。定員は4名で、配下として吹上書役下役（ふきあげかきやくしたやく）34名がいた（『吏徴』）。書役下役は、書役の指示で諸記録を作成する役目。若年寄支配で、御目見以下の抱席、持高勤で見習いは3人扶持だった（『吏徴』）。
吹上花壇役（ふきあげかだんやく）
吹上御庭の花壇を管理する者。若年寄支配で、御目見以下の抱席、持高勤であった（『天保年間諸役大概順』）。定員7名で役扶持として3人扶持を支給された（『吏徴』）。
吹上大工役之者（ふきあげだいくやくのもの）
吹上御庭にある建物の建築・修繕を行った。若年寄支配で、御目見以下の抱席、持高勤で道具代として1年につき金5両を支給された（『天保年間諸役大概順』）。定員6名、見習之者は3人扶持となっている（『吏徴』）。
吹上鳥方（ふきあげとりかた）
吹上御庭の鳥籠で飼われていた丹頂鶴・孔雀・家鴨・鳩などを飼育・管理する役職。若年寄支配で、御目見以下の抱席、持高勤で、世話役は3人扶持に救金5両が支給された（『天保年間諸役大概順』）。定員6名で、世話役はその中から選ばれた（『吏徴』）。
吹上苗木方（ふきあげなえぎかた）
吹上御庭の苗木作りや植木の栽培をする役職。若年寄支配で、御目見以下の抱席、持高勤で、定員は3名（『吏徴』）。
吹上普請方之者（ふきあげふしんかたのもの）
吹上御庭内の大池、築山、泉水、馬場などの普請を行った。若年寄支配で御目見以下の抱席。持高勤で役金12両を支給。定員37名（『吏徴』）。普請方の中から数名の者が吹上普請方組頭（ふきあげふしんかたくみがしら）に選ばれ、普請の責任者とされた。組頭は若年寄支配、御目見以下、抱席。3人扶持で、役銀13枚が支給され、町屋敷も拝領された（『吏徴』）。
吹上役人目付（ふきあげやくにんめつけ）
吹上御庭に携わる役人の勤務などを監察する職。若年寄支配で御目見以下の抱席。定員8名。3人扶持で、うち2名は役金13両、6名は銀12枚を支給された（『吏徴』）。吹上筆頭役と並び、植木作り・山作りの心得のある者が任ぜられた（『明良帯録』）。
吹上掃除之者（ふきあげそうじのもの）
吹上御庭の掃除を任務とした者。詳細は掃除之者を参照。
吹上御座敷方（ふきあげおざしきかた）
吹上御庭にある建物内の実務を司る職。若年寄支配で、御目見以下、持高勤の抱席であった（『天保年間諸役大概順』）。御座敷方を統括する吹上御座敷方世話役（ふきあげおざしきかたせわやく）は、御座敷方の中から選ばれた。世話役は役扶持として3人扶持を支給され、それとは別に役金3両を例年暮れに受取った（『天保年間諸役大概順』）。
吹上御庭入口番人（ふきあげおにわいりぐちばんにん）
吹上門や吹上矢来門などを警備する門番。定員37名、目付と若年寄の支配を受け、御目見以下の持高勤の抱席であった（『吏徴』）。責任者として番人の中から組頭が数名選ばれた。組頭は役扶持として3人扶持を支給された（『吏徴』）。
吹上御庭方（ふきあげおにわかた）
吹上御庭内の実務を行った職。若年寄支配で、御目見以下の持高勤、抱席であった（『天保年間諸役大概順』）。
吹上御薬園方（ふきあげおやくえんかた）
吹上御庭内の薬草製法所で、薬草の栽培や管理を司る職。若年寄支配で、御目見以下の持高勤、抱席であった（『天保年間諸役大概順』）。定員は2名、または1名（『吏徴』）となっている。